# Marie-Hélène Breillat
Marie-Hélène Breillat (* 2. Juni 1947 in Talence, Aquitanien) ist eine französische Schriftstellerin, Schauspielerin und Malerin.
Marie-Hélène, die ältere Schwester der Regisseurin Catherine Breillat, war mit dem französischen Regisseur und Drehbuchautor Édouard Molinaro, mit dem sie in etlichen Filmen zusammenarbeitete, verheiratet. Bekannt wurde sie durch ihre Titelrolle in der 1978 entstandenen mehrteiligen Fernsehadaption der „Claudine“-Romane von Colette.
Aufgrund einer schweren Erkrankung hat sie seit 1982 keinen Film mehr gedreht.

## Filmografie (Auswahl)
- 1967: Allô Police (Fernsehserie, 1 Folge)
- 1971: Aus Liebe sterben (Mourir d'aimer)
- 1971: Bof (Bof... Anatomie d'un livreur)
- 1972: Der letzte Tango in Paris (Ultimo tango a Parigi)
- 1974: L'ironie du sort
- 1974: Die Verdächtigen (Les suspects)
- 1976: Die Herren Dracula (Dracula père et fils)
- 1976: Maxim's Porter (Le chasseur de chez Maxim's)
- 1978: Claudine (Fernseh-Mehrteiler, 4 Teile)
- 1979: Tapage nocturne
- 1979: Ungeduld des Herzens (La Pitié dangereuse)
- 1982: Doktor Faustus
- 1982: Fanny und Alexander (Fanny och Alexander)